# Ферндейл (Флорида)
Ферндейл (англ. Ferndale) — переписна місцевість (CDP) в США, в окрузі Лейк штату Флорида. Населення — 548 осіб (2020).

## Географія
Ферндейл розташований за координатами 28°37′3″ пн. ш. 81°41′51″ зх. д. / 28.61750° пн. ш. 81.69750° зх. д. (28.617483, -81.697595).  За даними Бюро перепису населення США в 2010 році переписна місцевість мала площу 7,38 км², з яких 7,03 км² — суходіл та 0,35 км² — водойми.

## Демографія
Згідно з переписом 2010 року, у переписній місцевості мешкали 472 особи в 169 домогосподарствах у складі 131 родини. Густота населення становила 64 особи/км².  Було 195 помешкань (26/км²).
Расовий склад населення:
| - 97,0 % — білих - 1,1 % — чорних або афроамериканців - 0,8 % — азіатів |

До двох чи більше рас належало 0,6 %. Частка іспаномовних становила 4,7 % від усіх жителів.
За віковим діапазоном населення розподілялося таким чином: 23,5 % — особи молодші 18 років, 64,4 % — особи у віці 18—64 років, 12,1 % — особи у віці 65 років та старші. Медіана віку мешканця становила 42,0 року. На 100 осіб жіночої статі у переписній місцевості припадало 111,7 чоловіків;  на 100 жінок у віці від 18 років та старших — 111,1 чоловіків також старших 18 років.
Середній дохід на одне домашнє господарство  становив 41 128 доларів США (медіана — 29 063), а середній дохід на одну сім'ю — 49 205 доларів (медіана — 40 028). За межею бідності перебувало 8,5 % осіб, у тому числі 0,0 % дітей у віці до 18 років та 54,1 % осіб у віці 65 років та старших.
Цивільне працевлаштоване населення становило 118 осіб. Основні галузі зайнятості: мистецтво, розваги та відпочинок — 38,1 %, будівництво — 38,1 %, фінанси, страхування та нерухомість — 23,7 %.